# أوليفي كويزيرا
أوليفي كويزيرا (بالإنجليزية: Olivier Kwizera) (30 يوليو 1995 بكيغالي في رواندا - ) هو لاعب كرة قدم رواندي كحارس مرمى في نادي الكوكب السعودي. شارك مع منتخب رواندا لكرة القدم. أما مع النوادي، فقد لعب مع نادي الجيش الوطني الرواندي.

## روابط خارجية
- أوليفي كويزيرا على موقع قاعدة بيانات كرة القدم.إي يو (الإنجليزية)
- أوليفي كويزيرا على موقع ناشيونال فوتبول تيمز (الإنجليزية)